# William Paulet (Generalfeldmarschall)

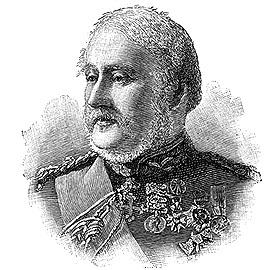
Feldmarschall Lord William Paulet

Lord William Paulet, GCB (* 7. Juli 1804 in Andover, Hampshire, England; † 9. Mai 1893 am St. James’s Square, London) war ein britischer Generalfeldmarschall, der unter anderem am Krimkrieg teilnahm und als Generaladjutant von 1865 bis 1870 eines der höchsten Ämter im Heer bekleidete.

## Leben

### Familiäre Herkunft, Offiziersausbildung und Krimkrieg
Lord William Paulet war eines von acht Kindern sowie der vierte Sohn von Charles Paulet, 13. Marquess of Winchester und dessen Ehefrau Anne Andrews. Als jüngerer Sohn eines Marquess führte er die Höflichkeitsanrede Lord. Sein ältester Bruder John Paulet erbte nach dem Tod des Vaters 1843 den Titel als 14. Marquess of Winchester. Sein älterer Bruder Lord George Paulet nahm ebenfalls am Krimkrieg teil und war zuletzt Admiral der Royal Navy. Auch sein jüngster Bruder Lord Frederick Paulet nahm am Krimkrieg teil und war zwischen 1863 und 1867 Kommandeur der Brigade of Guards sowie zuletzt Generalleutnant der British Army.
Er selbst trat nach dem Besuch des renommierten Eton College am 1. Februar 1821 als Leutnant (Second Lieutenant) in das Leichte Infanterieregiment 85th (Duke of York’s Own) Light Infantry ein und wurde am 23. Mai 1822 Oberleutnant (First Lieutenant) im Royal Fusiliers (7th Regiment of Foot). Am 25. Februar 1825 erfolgte seine Beförderung zum Hauptmann (Captain) und danach folgten Verwendungen als Offizier im 63rd (West Suffolk) Regiment of Foot sowie im 21st (Royal North British Fusilier) Regiment of Foot, wo am 10. September 1830 seine Beförderung zum Major erfolgte. Am 21. April 1843 wurde er nach seiner Beförderung zum Oberstleutnant (Lieutenant-Colonel) Kommandeur des 68th (Durham) Regiment of Foot (Light Infantry).
Während des von 1853 bis 1856 andauernden Krimkrieges diente William Paulet in der von Generalmajor George Bingham, 3. Earl of Lucan befehligten Kavalleriedivision und wurde am 20. Juni 1854 zum Oberst (Colonel) befördert. Er nahm im weiteren Kriegsverlauf an der Schlacht an der Alma (20. September 1854), der Schlacht bei Balaklawa (25. Oktober 1854), der Schlacht bei Inkerman (5. November 1854) sowie der Belagerung von Sewastopol (17. Oktober 1854 bis 9. September 1855) teil. Als Brigadegeneral war er schließlich Kommandant einer Militärregion, die Bereiche am Bosporus, die Halbinsel Gelibolu sowie die Dardanellen umfasste und unterstützte die dortige Arbeit der Krankenschwester Florence Nightingale, die eine Gruppe von Pflegerinnen leitete, die verwundete und erkrankte britische Soldaten im Militärkrankenhaus im türkischen Scutari betreute.

### Adjutant-General und Aufstieg zum Generalfeldmarschall
Nach seiner Rückkehr wurde Lord William Paulet als Generalmajor (Major-General) im August 1856 Kommandeur der 1. Brigade der Garnison Aldershot (Aldershot Command) und verblieb auf diesem Posten bis April 1860. Im Anschluss übernahm er im April 1860 von Generalleutnant James Yorke Scarlett als Kommandierender General (General Officer Commanding) des Bezirks Südwest (South-West District) und hatte diesen Posten bis Juli 1865 inne, woraufhin Generalleutnant George Buller seine Nachfolge übernahm. Zugleich war er zwischen 1863 und 1864 Regimentsoberst des 87th (Royal Irish Fusiliers) Regiment of Foot sowie von 1864 und seinem Tode 1893 Regimentsoberst des Linieninfanterieregiments 68th (Durham) Regiment of Foot (Light Infantry). Für seine Verdienste wurde er am 28. März 1865 zum Knight Commander des Order of the Bath (KCB) geschlagen.
Im Juli 1865 wurde Generalleutnant (Lieutenant-General) Paulet abermals Nachfolger von Generalleutnant James Yorke Scarlett als Generaladjutant (Adjutant-General), einem der höchsten Posten innerhalb des Heeres, und verblieb in dieser Verwendung bis zu seiner Ablösung durch Generalleutnant Richard Airey im September 1870. Er wurde am 8. Dezember 1867 ebenfalls zum Generalleutnant (Lieutenant-General) befördert. Am 20. Mai 1871 er zum Knight Grand Cross des Order of the Bath (GCB) erhoben. Er wurde schließlich am 7. Oktober 1874 zum General sowie am 10. Juli 1886 zum Generalfeldmarschall (Field Marshal) befördert. Er verstarb unverheiratet und ohne Nachkommen.